# Урожай (картина Ван Гога)
«Урожай» (нидерл. De oogst, фр. La moisson) — картина нидерландского живописца Винсента Ван Гога, написана им в июне 1888 года и представляет собой живопись маслом на холсте размером 73,4 × 91,8 см. В настоящее время хранится в собрании музея Винсента Ван Гога в Амстердаме. Картина также известна под названиями «Сбор урожая» и «Урожай в Ла Кро, и Монмажур на заднем плане».

## История
Летом 1888 года в Провансе на юге Франции Ван Гог на пленэре создал серию пейзажей, главной темой которых был сбор урожая. Входящая в эту серию пейзажей, картина «Урожай» была написана им с вершины холма и изображает сбор урожая крестьянами на полях в окрестностях аббатства Монмажур.
В письме к своему брату и арт-дилеру Тео Ван Гогу художник писал, что, в отличие от весны, ему с трудом даётся изображение лета. Однако он справился с поставленной задачей и остался доволен своей работой.
Ван Гог сам дал картине название. Он назвал её «Урожай» (фр. La moisson) на французском языке и даже планировал выставить полотно на ежегодном Салоне Независимых. В том же июне 1888 года художник написал два акварельных эскиза картины.

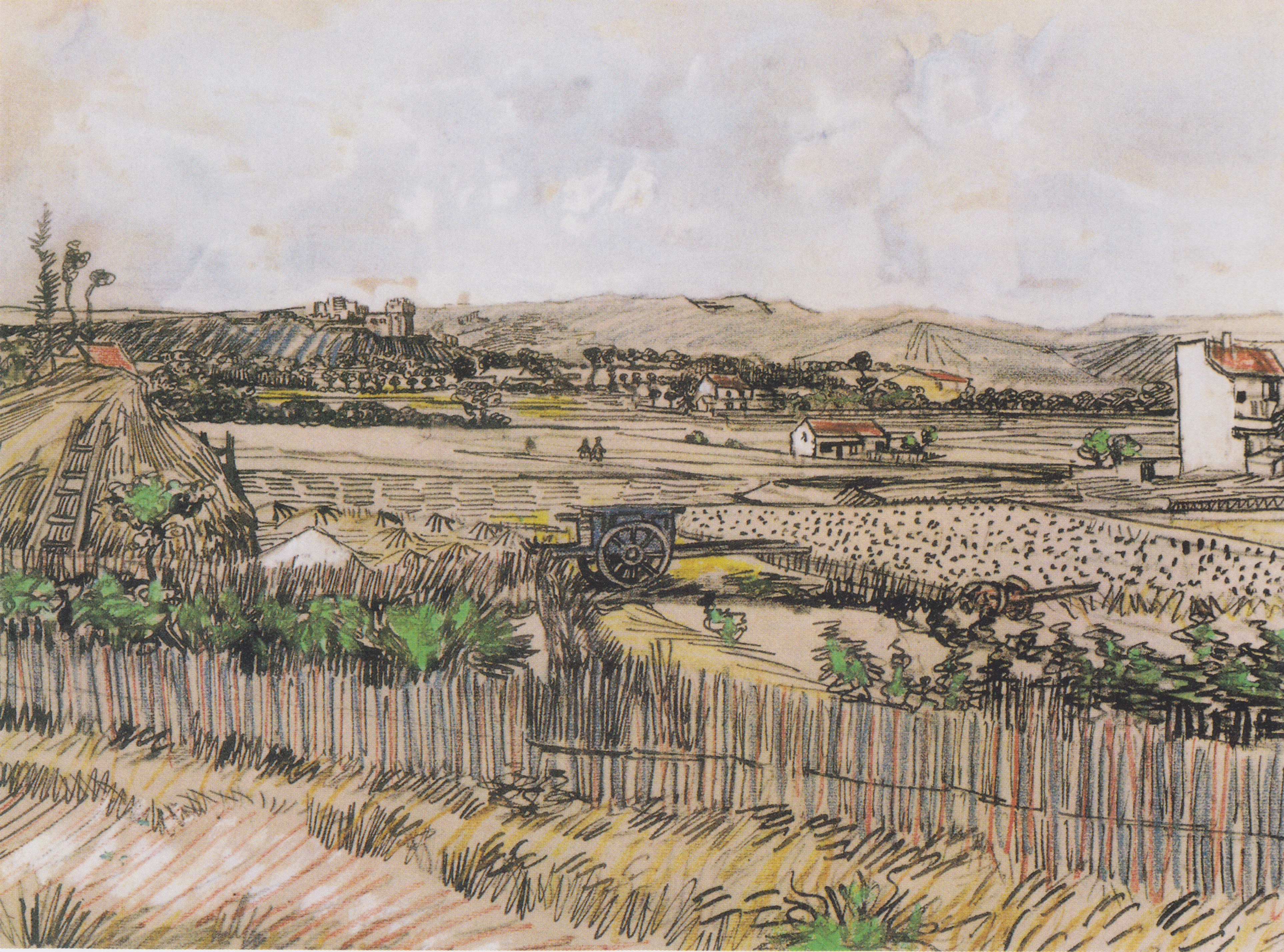
«Урожай в Провансе, и Монмажур» (1888), Гарвардский художественный музей
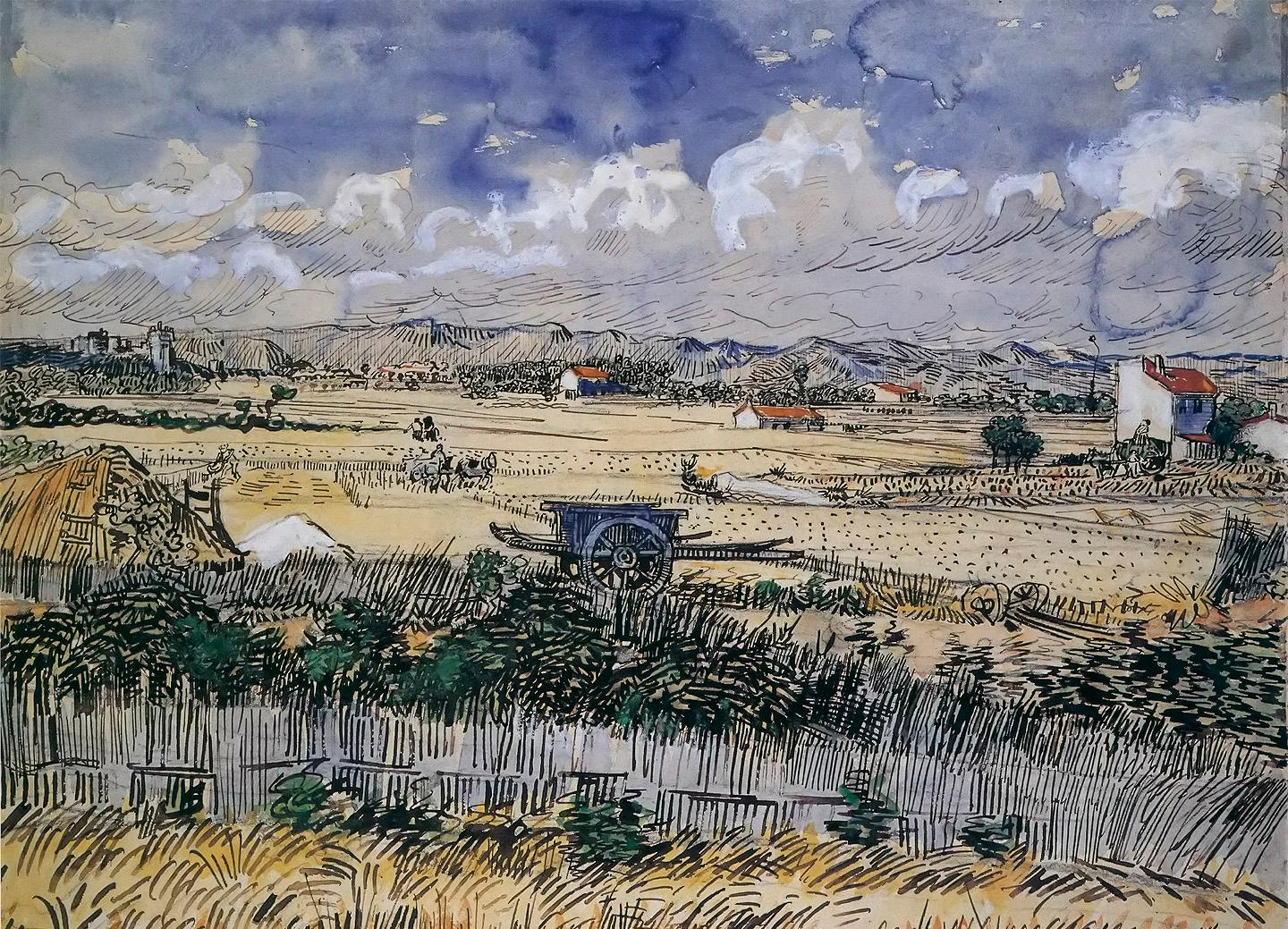
«Урожай в Провансе» (1888), частное собрание